# Прапор Павлоградського району
Пра́пор Павлогра́дського райо́ну затверджений 15 грудня 2005 р. рішенням № 401-37/IV сесії Павлоградської районної ради.

## Опис
Прямокутне полотнище з співвідношенням сторін 2:3 складається з двох горизонтальних рівновеликих смуг — синьої і жовтої. Вздовж древка йде зелена вертикальна смуга шириною в 1/3 від довжини прапора, на якій герб району, увінчаний лазуровим щитком з тризубом.
Автор — В. А. Соколова.
Комп'ютерна графіка — В. М. Напиткін.